# Rivière des Huit Chutes Est
La rivière des Huit Chutes Est est un affluent de la rivière des Huit Chutes (versant de la rivière Shipshaw), coulant sur la rive Nord-Ouest du fleuve Saint-Laurent, dans le territoire non organisé du Mont-Valin, dans la municipalité régionale de comté de Le Fjord-du-Saguenay, dans la région administrative de Saguenay-Lac-Saint-Jean, dans la Province de Québec, au Canada.
La rivière des Huit Chutes Est coule dans la zec Onatchiway. La partie inférieure du bassin versant de la rivière des Huit Chutes est desservie par des routes forestières pour les besoins de la foresterie et des activités récréotouristiques, notamment la route forestière R0258. Des routes forestières secondaires desservent le versant de la rivière des Huit Chutes Est,,.
La foresterie constitue la principale activité économique du secteur ; les activités récréotouristiques, en second.
La surface de la rivière des Huit Chutes Est est habituellement gelée de la fin novembre au début avril, toutefois la circulation sécuritaire sur la glace se fait généralement de la mi-décembre à la fin mars.

## Géographie
La partie supérieure de la rivière des Huit Chutes Est coule du côté Sud-Ouest en parallèle au cours du ruisseau Harvey, ainsi que du côté Nord-Est du cours de la rivière des Huit Chutes.
Les principaux bassins versants voisins de la rivière des Huit Chutes Est sont :
- Côté Nord : Rivière de la Tête Blanche, rivière Shipshaw, lac Onatchiway, Petit lac Onatchiway Petite rivière de la Tête Blanche, rivière au Poivre ;
- Côté Est : Lac Pauvre, rivière à la Hache, rivière de la Petite Hache, rivière Wapishish, lac Moncouche, lac Poulin-De Courval, rivière aux Castors ;
- Côté Sud : rivière Nisipi, rivière Étienne, rivière Saint-Louis, bras du Nord (rivière Valin) ;
- Côté Ouest : Rivière des Huit Chutes, lac Vermont, lac de la Boiteuse, lacs Jumeaux, rivière Shipshaw, rivière Péribonka[2].

La rivière des Huit Chutes Est prend sa source à l’embouchure du Lac Fitzgérald (longueur : 1,7 km ; altitude : 735 m). Ce lac de tête est situé dans le territoire non organisé de Mont-Valin à :
- 1,7 km au Nord-Est du Lac des Huit Chutes ;
- 6,1 km au Sud-Est de l’embouchure de la rivière des Huit Chutes Est (confluence avec la rivière des Huit Chutes ;
- 11,8 km à l’Est de l’embouchure de la rivière des Huit Chutes (confluence avec la rivière Shipshaw) ;
- 12,0 km à l’Est du barrage à l’embouchure du lac Onatchiway (lequel est traversé par la rivière Shipshaw)[2],[5].

À partir du lac de tête, la rivière des Huit Chutes Est coule sur 7,8 km, entièrement en zone forestière, selon les segments suivants :
- 0,1 km vers le Nord, jusqu’à la décharge (venant du Nord-Ouest) du lac Brouillette ;
- 0,9 km vers le Nord-Ouest, jusqu’à la décharge (venant du Sud-Ouest) du lac à Jack ;
- 3,8 km vers le Nord-Ouest en traversant trois petits lacs (dont le Lac de la Foudre et le Lac du Tonnerre), jusqu’à son embouchure ;
- 2,2 km vers le Nord-Ouest jusqu’à la décharge (venant du Sud) du lac Perron et du Lac de la Victoire ;
- 0,8 km vers le Nord-Ouest, en traversant sur 0,2 km la partie Sud-Ouest du lac Mimeault (longueur : 0,8 km ; altitude : 662 m), jusqu’à son embouchure. Note : Ce lac reçoit du côté Nord-Est le ruisseau Harvey ;
- 1,8 km vers le Nord-Ouest, jusqu’à l’embouchure de la rivière[2].

La rivière des Huit Chutes Est se déverse sur la rive Est du Lac des Fourches (altitude : 641 m), lequel est traversé par la rivière des Huit Chutes. L'embouchure de la rivière des Huit Chutes Est est située à :
- 7,1 km au Nord-Est de l’embouchure de la rivière des Huit Chutes (confluence avec la rivière Shipshaw) ;
- 8,3 km au Nord-Est du barrage à l’embouchure du lac Onatchiway lequel est traversé par la rivière Shipshaw ;
- 21,7 km au Nord du barrage à l’embouchure du lac La Mothe lequel est traversé par la rivière Shipshaw ;
- 50,7 km au Nord de l’embouchure de la rivière Shipshaw ;
- 49,0 km au Sud du barrage à l’embouchure du lac Pamouscachiou (réservoir Pipmuacan)[2],[6].

## Toponymie
Les toponymes « rivière des Huit Chutes », « rivière des Huit Chutes Est » et « Lac des Huit Chutes » sont interreliés.
Le toponyme de « rivière des Huit Chutes Est » a été officialisé le 7 octobre 1994 à la Banque des noms de lieux de la Commission de toponymie du Québec.